# Marina Warner

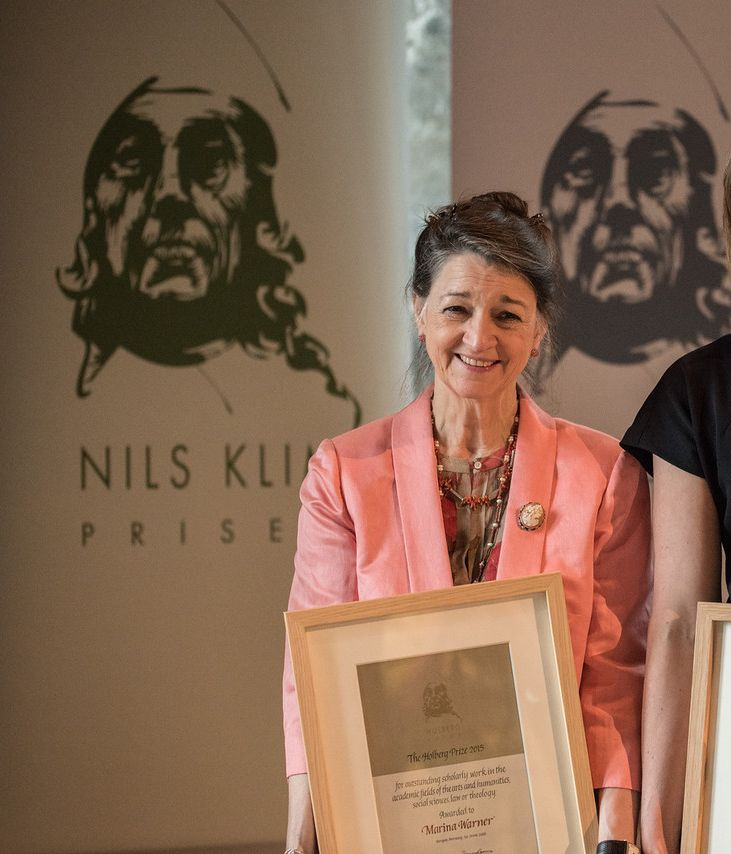
Marina Warner bei der Verleihung des Holberg-Preises (2015)

Dame Marina Sarah Warner (* 9. November 1946 in London) ist eine britische Literaturwissenschaftlerin und Schriftstellerin.

## Leben
Marina Warner wuchs als Tochter einer italienischen Mutter und eines englischen Vaters in Kairo und  Brüssel auf und besuchte die St Mary’s School in Ascot, Berkshire. Sie studierte Französisch und Italienisch am Lady Margaret Hall in Oxford. Mit William Shawcross war sie zehn Jahre verheiratet, sie haben den Sohn Conrad Shawcross.
1972 erschien als ihr erstes Buch eine Studie über die chinesische Politikerin Tz’u-hsi. Sie verfasste weitere Studien zu Frauengestalten wie die Jungfrau Maria und Jeanne d’Arc. Sie schrieb dann eine Reihe Kinderbücher. Ihr Roman The Lost Father gelangte 1988 auf die Shortlist des Man Booker Prize, sie schrieb seither weitere Romane. Warner befasste sich literaturwissenschaftlich mit mythologischen Kulturthemen, 1996 erhielt sie den Mythopoeic Scholarship Award in Myth and Fantasy Studies für ihre Studie From the Beast to the Blonde. Sie schrieb 2010 eine Studie zu Grimms Märchen.
Seit 1984 ist sie gewähltes Mitglied der Royal Society of Literature, seit 2005 Fellow der British Academy, seit 2010 ist sie Vorsitzende der British Comparative Literature Association.
Warner wurde CBE im Jahr 2008 und Dame Commander of the Order of the British Empire (DBE) im Jahr 2015. Seit 2000 ist sie Chevalier des Ordre des Arts et des Lettres.
Warner erhielt im Jahr 2000 den Rose Mary Crawshay Prize. Für Stranger Magic: Charmed States and the Arabian Nights wurde sie 2012 mit dem  National Book Critics Circle Award, 2015 mit dem Holberg-Preis ausgezeichnet. 2015 führte sie den Vorsitz beim Man Booker International Prize. 2016 wurde sie zum Mitglied der Academia Europaea gewählt.
2014 trat sie nach zehn Jahren von ihrer Dozentur im Department of Literature, Film and Theatre Studies an der University of Essex zurück, da sie sich mit der profitorientierten Veränderung des Hochschulwesens in Großbritannien nicht einverstanden zeigen wollte. Warner begründete diesen Schritt in einem Beitrag für London Review of Books. Sie lehrt seither Englisch und Creative Writing am Birkbeck, University of London. 2017 wurde sie als erste Frau zur Präsidentin der Royal Society of Literature ernannt.
2017 erhielt sie den World Fantasy Award für ihr Lebenswerk.

## Schriften (Auswahl)
- Inventory of a Life Mislaid: An Unreliable Memoir. William Collins, London 2021, ISBN 978-0-00-834758-1.
- Fly Away Home: Stories. Salt Publishing, 2015
- Once Upon A Time: A Short History of Fairy Tale. Oxford: Oxford University Press, 2014 (Deutsch: Es war einmal: Die Magie der Märchen. Reclam, 2017. Übers. Holger Hanowell).
- mit Philip F. Kennedy (Hrsg.): Scheherazade's Children. Global Encounters with the Arabian Nights. New York University Press, New York 2013
- Stranger Magic: Charmed States & The Arabian Nights. Harvard University Press, Cambridge, MA 2012
- Phantasmagoria. Oxford University Press, 2006
- Signs & Wonders: Essays on Literature and Culture. Chatto & Windus, 2003
- Fantastic metamorphoses, other worlds : ways of telling the self. Clarendon lectures in English 2001. Oxford Univ. Press, Oxford 2004
- No Go the Bogeyman: Scaring, Lulling and Making Mock. Chatto & Windus, 1998
- Managing Monsters: Six Myths of Our Time Reith Lectures. Vintage, 1994
  - Monster, Wilde, Unschuldsengel : Mythen, mit denen wir leben. Übersetzung Claudia Preuschoft. Rowohlt, Reinbek bei Hamburg 1996
- L’Atalante. BFI Publishing, London 1993
- Indigo or, mapping the waters. Chatto & Windus, 1992
  - Indigo oder die Vermessung der Wasser : Roman. Übersetzung Sabine Hedinger. Rowohlt, Reinbek bei Hamburg 1994
- The Lost Father. Chatto & Windus, 1988
  - Der verlorene Vater : Roman. Übersetzung Claudia Preuschoft. Rowohlt, Reinbek bei Hamburg 1990
- Monuments and Maidens: The Allegory of the Female Form. Weidenfeld & Nicolson, London 1985
  - In weiblicher Gestalt : die Verkörperung des Wahren, Guten und Schönen. Übersetzung Claudia Preuschoft. Rowohlt, Reinbek bei Hamburg 1989
- Joan of Arc: The Image of Female Heroism. Weidenfeld & Nicolson, London 1981
- The Impossible Day. Methuen, 1981
  - Konrads unmöglicher Tag : eine ganz unmögliche Geschichte. Übersetzung Franz Martin. Betz, München 1982
- The Impossible Night. Methuen, 1981
  - Konrads unmögliche Nacht : eine ganz unmögliche Geschichte. Übersetzung Franz Martin. Betz,  München 1982
- Alone of All Her Sex: The Myth and the Cult of the Virgin Mary. Weidenfeld & Nicolson, London 1976
  - Maria : Geburt, Triumph, Niedergangrückkehr eines Mythos?. Übersetzung n.n. Trikont-Dianus, München 1982
- The Dragon Empress: Life and Times of Tz'u-hsi 1835–1908. Weidenfeld & Nicolson, London 1972
  - Die Kaiserin auf dem Drachenthron. Leben und Welt der chinesischen Kaiserinwitwe Tz'u-hsi. 1835–1908. Übersetzung Klaus Flessel. Ploetz, Würzburg 1974